# Chrysorthenches phyllocladi
Chrysorthenches phyllocladi är en fjärilsart som beskrevs av John S. Dugdale 1996. Chrysorthenches phyllocladi ingår i släktet Chrysorthenches och familjen Plutellidae. Inga underarter finns listade i Catalogue of Life.